# Мировой рейтинг снукеристов
Мирово́й ре́йтинг снукери́стов — официальная система распределения рейтинга профессиональных снукеристов на сезон мэйн-тура. Существуют предварительный рейтинг, рейтинг за текущий сезон и официальный, который является основным. Официальный рейтинг представляет собой сумму очков, набранных игроками за предыдущие два сезона и является определяющим в распределении «сеяных» мест практически на все турниры текущего сезона. Предварительный рейтинг — сумма очков, набранных за предыдущий и текущий сезоны; этот рейтинг не имеет фактической силы и является вспомогательным. Рейтинг на текущий сезон (однолетний) наиболее точно отображает текущее соотношение результатов снукеристов и, соответственно, включает в себя только очки за текущий сезон.

## История
Начат рейтинг в сезоне 1976/1977 и ведётся, с некоторыми изменениями, по настоящее время. В конце 1970-х система подсчёта очков была довольно примитивна; значительный прогресс наступил в начале 90-х, когда количество участников мэйн-тура и рейтинговых соревнований резко увеличилось, а в официальный рейтинг стали браться только результаты последних 2 сезонов (ранее — 3).
С начала 2000-х, когда количество рейтинговых турниров стало постепенно уменьшаться, сумма очков за выступление на каждом из них увеличилась. Самый яркий пример — чемпионат мира: до 2006 года за победу на нём давалось 8000 очков; с 2006 уже 10000. Интересно, что за весь период ведения официального рейтинга только 12 игроков становились первыми (Рэй Риардон, Клифф Торбурн, Стив Дэвис, Стивен Хендри, Джон Хиггинс, Марк Уильямс и Ронни О'Салливан, Марк Селби, Джадд Трамп, Нил Робертсон, Дин Цзюньхуэй, Марк Аллен). Алекс Хиггинс также был на первом месте, но из-за дисциплинарных нарушений с него затем были сняты очки и он стал 2-м.
С 90-х годов была начата практика проведения «мини-рейтинговых» турниров — турниров, за выступление на которых очки получают часто только их победители, и сумма этих очков в несколько раз меньше, чем на любом другом рейтинговом соревновании.
В последнее время существует 4 категории рейтинговых турниров. На сезон 2009/10 турнир 1-й категории (он же самый главный) — чемпионат мира; 2-й — чемпионат Великобритании; 3-й — Гран-при, Шанхай Мастерс и открытый чемпионат Китая; 4-й — открытый чемпионат Уэльса. Чем ниже категория турнира, тем меньше очков начисляется за выступление на нём.

## Формат
Система подсчёта рейтинговых очков относительно проста и основывается на чистом суммировании очков, полученных снукеристами за выступление на каждом рейтинговом турнире. В зависимости от версии рейтинга — официального, предварительного или однолетнего — в расчёт берутся показатели двух полных, одного полного и текущего, или только текущего сезона.
С сезона 2010/2011 произошли существенные изменения в подсчёте очков и принципе работы официального рейтинга.
В рейтинге с давних пор принято выделять топ-16 — 16 игроков, набравших наибольшее количество очков (в любой версии рейтинга). Снукеристы, попавшие в топ-16 официального рейтинга, избавляются от необходимости проходить матчи квалификационных раундов на все рейтинговые турниры следующего сезона. Кроме того, они получают соответствующий «посев» на все соревнования сезона, что даёт им возможность не играть в первых раундах с другими игроками топ-16.
Существует также топ-32, топ-48 и топ-64. Соответственно, снукеристам топ-32 надо проходить один квалификационный раунд на рейтинговых турнирах, топ-48 — 2, топ-64 — 3, и так далее. Хотя в мэйн-туре в последние 5 лет играют 96 снукеристов, топ-64 имеет дополнительную важность в официальном рейтинге, поскольку игроки, попавшие туда, автоматически остаются в туре на следующий сезон.

## Рекорды
Дольше и больше всех 1-е место в официальном рейтинге занимал Стивен Хендри — 9 сезонов, из них 8 подряд. Также Хендри принадлежит рекорд по пребыванию в топ-16 (21 сезон подряд).
Джо Свэйл является единственным игроком, который смог возвратиться в топ-16 после того, как выбыл даже из топ-32. Рекс Уильямс достиг такого же результата, но он впервые был в топ-16 при старой системе рейтинга (в 70-х годах), а вернулся в топ уже при изменённой системе.
Вилли Торн 4 раза выбывал из топ-16 и возвращался обратно.